# Tamale (Ghana)
Tamale is de hoofdstad van de Northern Region, een provincie van Ghana. Tamale heeft 538.000 inwoners (2012) en is de grootste stad in het noorden van Ghana.
De stad ligt op de belangrijkste transportroute van Ghana naar Burkina Faso. Accra - Kumasi - Tamale - Bolgatanga. Er wonen voornamelijk Dagomba's die Dagbani spreken en overwegend moslim zijn.

## Geschiedenis
Tamale is eeuwen geleden ontstaan op de kruising van drie handelswegen:
- de Noord-Zuid-route van Ouagadougou via Paga naar de slavenmarkt van Salaga en verder naar Kumasi, de hoofdstad van het Ashanti-koninkrijk;
- de route van de zout- en goudmijnen nabij Daboya naar Yendi en Kara in het huidige Togo;
- de route van Wa (hoofdstad van het koninkrijk der Wale) via Damongo (hoofdstad van het Gonja-koninkrijk) naar Gushegu en de volkeren in het Noorden van Togo en Benin.

De huidige Central Market, de Great Mosque (de centrale moskee van de sjiieten) en de ronde, met riet bedekte hutten van het Chief's Palace markeren waar de drie wegen elkaar ooit kruisten; men vindt er een mengsel van oude woonhuizen en commerciële nieuwbouw.
Spanningen tussen groepen zijn in Tamale vooral gebaseerd op politiek. Tijdens de presidentsverkiezingen van 2008 ontstonden er enige ongeregeldheden tussen aanhangers van de twee grootste politieke partijen, de NPP en NDC. Los hiervan laait soms geweld op als gevolg van een conflict over de opvolging van de "Paramount Chief" (koning) van de Dagomba's.

## Stadsbeeld

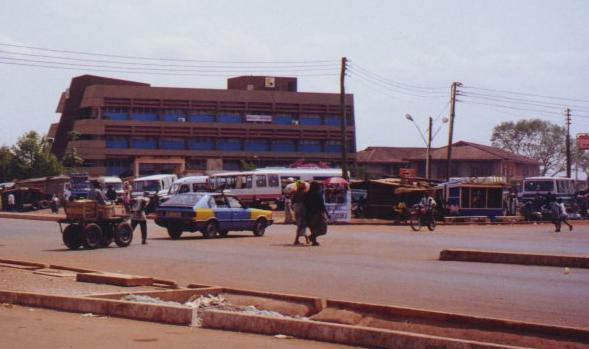
De bank in het centrum van Tamale (november 1999)

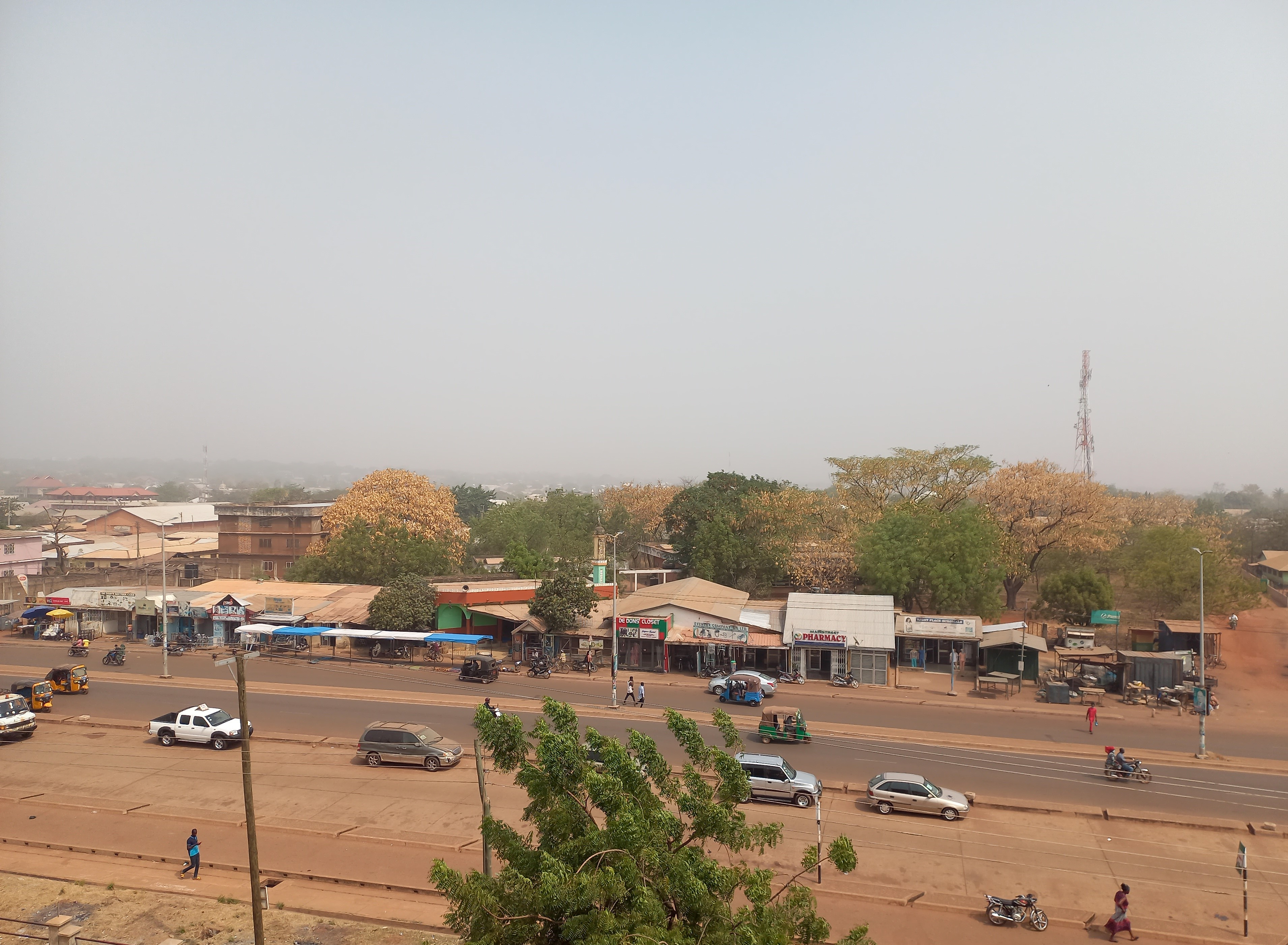
Verkeer in Tamale

De stad is, zoals wel meer steden, ontstaan op een knooppunt van handelswegen, maar modernere stadsuitbreidingen bestrijken nu terreinen tot ver buiten de voormalige grenzen van de stad, zodat Tamale het karakter krijgt van een conglomeratie van dorpen.
In de oudere en armere wijken leven de inwoners vaak nog in grote rechthoekige huizen met tientallen kamers, gebouwd van een mengsel van zand en cement met een dak van golfplaat, maar de traditionele lemen huizen met een rieten dak verdwijnen uit het stadsbeeld (belangrijkste uitzondering: het paleis van de Chief van Tamale). Zowel in de vele buitenwijken als verspreid in de oude delen van de stad nemen de zogenaamde self-containeds hun plaats in, woningen met slechts enkele slaapkamers die plaats bieden aan een enkel gezin van man, vrouw en kinderen. Deze ontwikkeling weerspiegelt de tendens van de beter opgeleiden om zich te onttrekken aan het gezag van de pater familias en het grootgezin.
Veel huizen, ook de lemen huizen, hebben elektriciteit, stromend water en televisie. Stroom en water vallen echter regelmatig uren- of dagenlang uit. Het wordt westerlingen vaak afgeraden om het kraanwater te drinken, maar dit kan men zonder bezwaar doen, mits het water rechtstreeks uit de waterleiding komt. Omdat die echter vaak droog staat, beschikt praktisch elk huis over een grote plastic watertank, die echter niet altijd voldoende schoon wordt gehouden. Overal in Ghana worden zakjes met drinkwater verkocht. Die zijn er in twee soorten: drinkwater ("pure water") en onbetrouwbaar water ("ice water", waarbij de a in het Engelse water meestal wordt uitgesproken als de Nederlandse e).
In de stad zijn vele internetcafés, die hun diensten niet alleen verlenen aan blanke vrijwilligers en aan de nog schaarse toeristen, maar vooral ook aan de jeugd van Tamale en aan iedereen die thuis niet over een computer beschikt. De opmars van mobiele telefoons is even opmerkelijk als in andere Ghanese steden. Langs de kant van de weg vindt men vele verkopers van prepaid beltegoed. Een van de grootste telecom-aanbieders is vanouds het Zuid-Afrikaanse MTN, maar dit moet opboksen tegen grotere multinationals als Vodafone en Airtel (dat in 2011 Zain heeft overgenomen). Een nieuwkomer op de markt is GLO; Tigo en het kleine Kasapa zijn al jaren actief.
Langs de wegen en fietspaden van Tamale vindt men bedrijfjes waar fietsen tegen betaling worden gerepareerd; zij vallen nauwelijks op tussen de duizenden andere open-lucht-bedrijfjes, die vrijwel alles aanbieden wat men zich maar wensen kan: fruit, groente, maaltijden, kleding, sieraden, koffers en tassen, deodorant, ondergoed, enzovoort. In het centrum staan modern vormgegeven bankgebouwen. Enkele hiervan behoren tot Ghanese dochters van westerse bankketens, zoals Barclays en Standard Chartered. De pinautomaat heeft ook hier zijn intrede gedaan maar nog steeds staan er lange rijen mensen aan de loketten van de banken. 
De fiets is een veelgebruikt vervoermiddel in deze stad. Alle grote wegen in de stad hebben aan beide kanten fietspaden. Deze fietspaden zijn afgeschermd voor auto's door betonnen randen en paaltjes. Het verkeer wordt in toenemende mate gemotoriseerd; zoals in veel steden in de derde wereld is de bromfiets of motor (een onderscheid wordt niet gemaakt) erg populair.
Hoewel het merendeel van de bevolking alcohol afwijst, zijn wijn (in de paar supermarkten) en bier (in diverse bars) verkrijgbaar in Tamale. De meeste "drinking spots" verkopen echter alleen alcoholvrije dranken. Langs wegen in de stad staan grote billboards waarop reclame wordt gemaakt voor bier. De bekendste merken zijn Star, Heineken en Guinness. Filterkoffie is er, zoals overal in Ghana, onvindbaar, maar stalletjes die ontbijt met thee serveren, hebben vaak een paar zakjes Nescafé in voorraad. Ongevraagd worden melk en suiker toegevoegd, veel suiker en heel veel melk, zodat een zoet, bleek brouwsel ontstaat.

### NGO's
Tamale wordt wel de NGO-hoofdstad van Noord-Ghana genoemd: erg veel non-gouvernementele organisaties zijn er gevestigd. Op veel plaatsen in de stad ziet men SUV's en kantoren met logo's van NGO's en vlaggetjes van donerende landen of de EU. Er zijn veel westerse vrijwilligers bij diverse organisaties actief. Een bekende NGO die werkt met vrijwilligers in Tamale is NorGhaVo, Northern Ghana Volunteers, dat een kantoor in Deventer heeft. Een andere bekende vrijwilligersorganisatie in Tamale is Vrijwillig Afrika, een onderdeel van Vrijwillig Wereldwijd gevestigd in Dordrecht. Deze organisatie werkt nauw samen met de stichting Kidz Active die vele projecten in Tamale heeft opgezet. Ook de aan de Nederlandse overheid gelieerde Stichting Nederlandse Vrijwilligers (SNV) heeft een kantoor in Tamale.

### Bezienswaardigheden

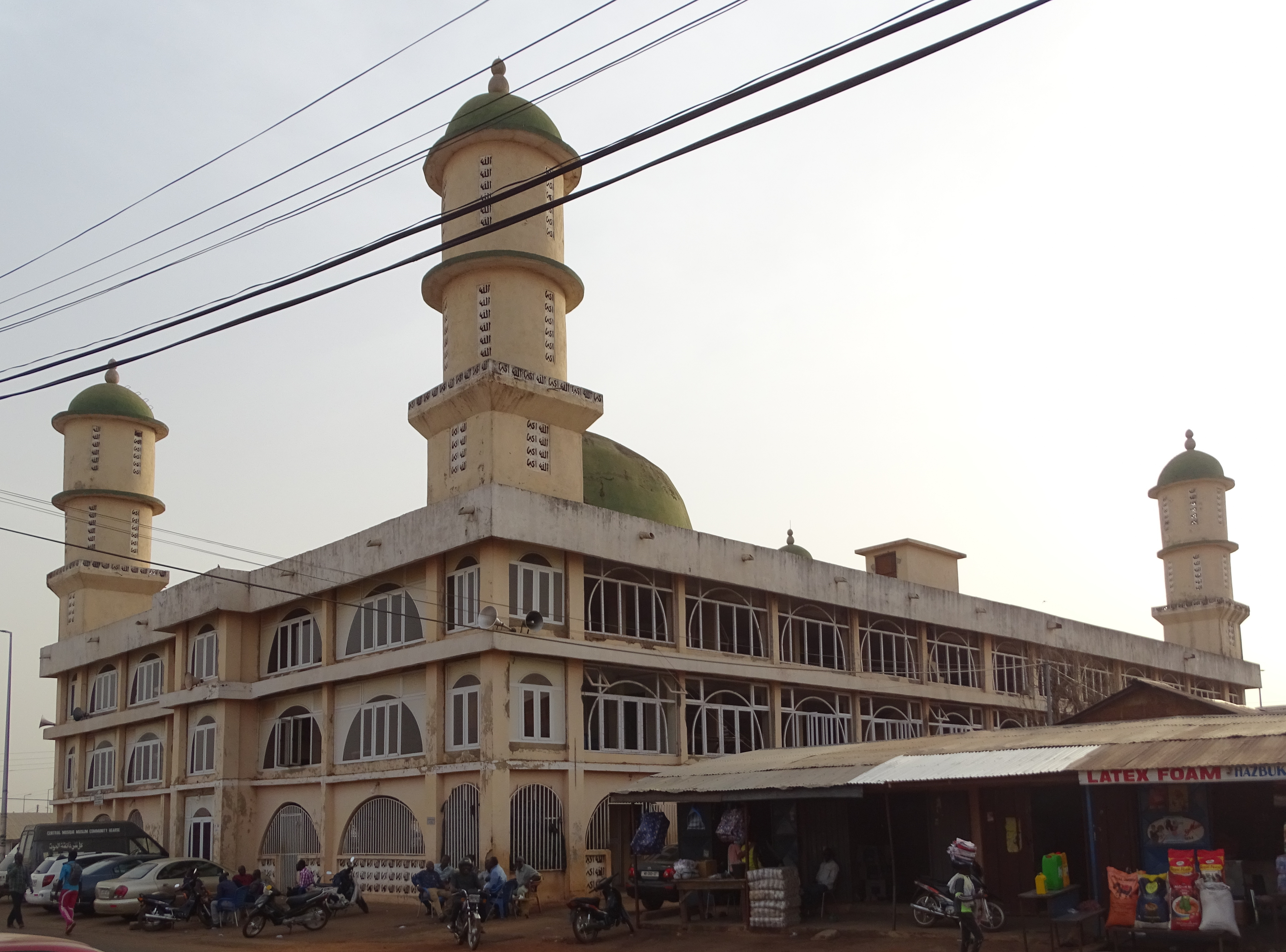
Moskee

De stad kent enkele grote opmerkelijke gebouwen; de centrale moskeeën en het voetbalstadion. Het laatste werd speciaal gebouwd door Chinezen voor de Afrika Cup van 2008. Het stadion biedt tijdens de nationale voetbalcompetitie onderdak aan Tamale United. De "big mosque" in het centrum van Tamale wordt door de Sjiitische gemeenschap gebruikt (evenals de meeste private moskeetjes in de woonwijken). De Soennitische gemeenschap en die van de Ahmadiyyans hebben eigen centrale moskeeën gebouwd langs de uitvalsroute naar Bolgatanga.

### Ontspanning
Bekendste uitgaansgelegenheden zijn vanouds restaurant Giddipas en de disco van hotel Picorna; inmiddels ontwikkelt het Cultural Center zich tot een uitgaanscentrum met diverse bars en restaurants. Los daarvan bieden de luxe hotels in de noordelijke stadswijk Kanvilli soortgelijk vermaak. In deze omgeving bevinden zich enkele zwembaden.
Verder wordt Tamale gebruikt als uitvalsbasis voor een bezoek aan Mole National Park (uitspraak mo-lay). Verder is het een goede uitvalsbasis voor een bezoek aan de Kintampo-watervallen en bezoek aan de krokodillenvijvers in Paga.

## Natuurlijke omgeving

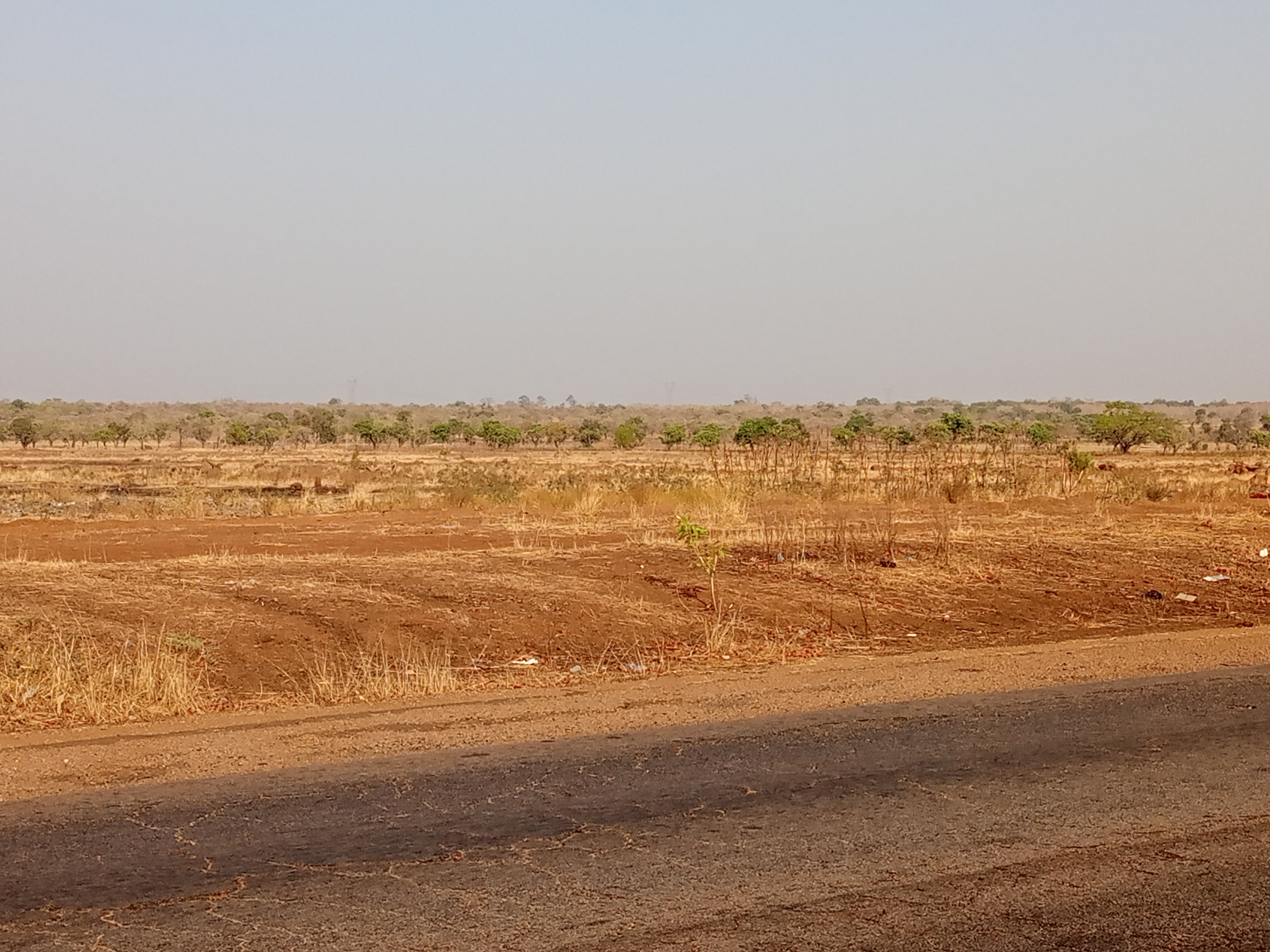
Landschap buiten de stad

Het landschap wordt gedomineerd door savanne.

## Godsdienst
De bevolking is voornamelijk moslim (traditioneel behorend tot het sjiisme) maar er wonen ook veel christenen, die naast de Katholieke Kerk behoren tot tal van protestantse en charismatische kerkgenootschappen. De religieuze bevolkingsgroepen leven op goede voet met elkaar; ze wonen in dezelfde wijken en bezoeken dezelfde scholen. In het Ghanese onderwijs wordt onderwezen dat christenen en moslims dezelfde God aanbidden en veel gemeen hebben en dat men respect dient te hebben voor elkanders overtuiging.

## Geboren
- Wakaso Mubarak (25 juli 1990), voetballer
- Abdul Fatawu (8 maart 2004), voetballer